# リスザル
リスザルは、哺乳綱霊長目オマキザル科に分類されるリスザル属（リスザルぞく、 Saimiri）を構成する霊長類の総称。
体長約29cm、尾長約41.5cm。大きさがリスのように小さく、体色も似通っていることから「リスザル」と呼ばれる。中南米の森林に集団で生息し、木の実や虫、小鳥を食べる。

## 分類
現生種では本属のみでリスザル亜科Saimiriinaeを構成する説もあるが、本属をオマキザル亜科に含める説もある。
以下の分類・英名はGroves (2005) に、和名は日本モンキーセンター霊長類和名編纂ワーキンググループ (2018) に従う。
- Saimiri boliviensis ボリビアリスザル Black-capped squirrel monkey
- Saimiri oerstedii セアカリスザル Central American squirrel monkey
- Saimiri sciureus コモンリスザル Common squirrel monkey
- Saimiri ustus キンゴシリスザル Bare-eared squirrel monkey
- Saimiri vanzolinii クロアタマリスザル Black squirrel monkey

## 人間との関係
ペットとして需要があり「もっとも飼育しやすいサル」と言われているが、あくまで「サルの中」での話であり、ペットとしてはかなり飼育が難しい部類に入る。軽い気持ちで購入してトラブルになる例もあるという。
リスザルは世界で初めて宇宙旅行をした霊長類である。1958年12月13日、"Gordo"と名付けられたリスザルが、アメリカ合衆国のジュピターAM-13に載せられて打ち上げられた。"Gordo"を載せた宇宙船は宇宙空間を2,000kmほど旅行した後大西洋南部に着水したが、パラシュートの機構の問題によりほぼ墜落状態で、"Gordo"の生還はかなわなかった。世界初の宇宙から生還した動物はアカゲザルとクモザルで、その翌年のことであった。
ビタミンD3要求量が高いため、くる病のモデル生物として使用される。